# Bayerischer Kanu-Verband
Der Bayerische Kanu-Verband e. V. (BKV) ist der Bayerische Fachverband für den Kanusport und damit sowohl Mitglied im Bayerischen Landes-Sportverband als auch im Deutschen Kanu-Verband. Er tritt auch als Interessenvertreter des organisierten Kanusports im Freistaat Bayern auf.
Als Gründungsdatum des Verbandes gilt der 16./17. Februar 1924, als auf dem damaligen Verbandstag des Deutschen Kanu-Verbandes in Dresden der in Verbandskreisen so genannte „Faltbootkrieg“ beigelegt wurde.
Am Jahresende 2017 hatte der Verband über 12.000 Mitglieder in 122 Vereinen.
Der Verband ist in sieben Bezirke sowie den Verein Bayerische Einzelpaddler-Vereinigung gegliedert. Er betreibt den Naturzeltplatz „Große Birke“ auf einer Insel im Staffelsee, der nur den Mitgliedern des Deutschen Kanu-Verbandes zur Verfügung steht.
Der Verband nutzt die für die Olympischen Sommerspiele 1972 in München errichteten zwei Kanu-Sportstätten – den Augsburger Eiskanal, eine künstliche Wildwasserstrecke für den Kanuslalom, sowie die Regattastrecke in Oberschleißheim für den Kanurennsport.
Herausragende Kanusportler des Verbandes waren:
- Anton Prijon, Weltmeister im Wildwasserrennsport 1958 auf der Vézère in Frankreich
- Toni Prijon, Weltmeister im Kanuslalom 1987 auf der Isère in Frankreich
- Elisabeth Micheler, Olympiasiegerin im Kanuslalom 1992 in La Seu d’Urgell/Spanien
- Oliver Fix, Olympiasieger im Kanuslalom 1996 in Atlanta
- Susanne Hirt, Gesamt-Weltcup-Siegerin im Kanuslalom 1999
- Alexander Grimm, Olympiasieger im Kanuslalom 2008 in Peking

## Bezirke
Mittelfranken
Lisa Huber
1. Vorsitzende (Mittelfranken)
Niederbayern
Robert Sommer
1. Vorsitzender (Niederbayern)
Oberbayern
Markus Stürmer
1. Bezirksvorsitzender (Oberbayern)
Oberfranken
Marion Neupert
1. Bezirksvorsitzende (Oberfranken)
Oberpfalz
Karlheinz Baumer
1. Vorsitzender (Oberpfalz)
Schwaben
Udo Imminger
1. Bezirksvorsitzender (Schwaben)
Unterfranken
Susanne Patzelt
Bezirksvorsitzende Unterfranken